# Красное (Тотемский район)
Красное — село в Тотемском районе Вологодской области.
Входит в состав Толшменского сельского поселения, с точки зрения административно-территориального деления — в Маныловский сельсовет.
Расположено при впадении реки Толшма в Сухону. Расстояние до районного центра Тотьмы по автодороге — 64 км, до центра муниципального образования села Никольское по прямой — 23 км. Ближайшие населённые пункты — Бор, Засека, Слобода.
По переписи 2002 года население — 51 человек (25 мужчин, 26 женщин). Преобладающая национальность — русские (98 %).
В селе расположен памятник архитектуры церковь Благовещения.